# ZHC de Kraaien
Zaanse HockeyClub de Kraaien is een vereniging met ruim 650 leden, waarvan een groot deel actief is in de diverse commissies. De vereniging beschikt over een accommodatie met twee kunstgrasvelden in de Wijdewormer, net buiten Zaanstad.

## Historie
Op 22 november 1922 werd de Zaanse Hockeyclub De Kraaien opgericht. De club werd het 29e lid van de Nederlandsche Hockeybond en telde bij oprichting omstreeks vijftien leden. De eerste voorzitter was Bart Aten jr., de eerste secretaris Jaap van der Horst, huisarts te Zaandijk die al in april 1923 zijn taak neerlegde wegens drukke werkzaamheden. 

Het eerste speelveld van De Kraaien lag ongeveer op de plek waar nu het viaduct van de Coentunnelweg over Koog aan de Zaan loopt. Het was een weiland dat tegen een huur van één gulden per jaar door de heer K.C. Honig ter beschikking was gesteld; de huur werd per kwartaal tegen kwitantie geïnd door de boekhouder van de firma Honig. In 1928 werd dit fl 1,20 per jaar, bij vooruitbetaling te voldoen. De leden moesten het veld zelf bespeelbaar trachten te maken. Daartoe groeven zij een greppel rond het weiland, waarop zij een zelfgebouwd windmolentje plaatsten om het water uit de greppel weg te malen. Als het flink ging waaien moest een van de leden naar het veld fietsen om de molen op gang te laten komen.
Hockey werd in die jaren gemengd gespeeld, dus dames en heren in één team. Dat was zelfs een van de beweegredenen geweest voor het oprichten van een hockeyclub: de mannelijke leden kenden elkaar veelal van het voetbalveld (de exclusieve Zaandamse club ZVV, een aantal jaren geleden opgegaan in Hellas Sport) en Albion, de Zaandamse cricketclub. Maar die heren wilden graag een sport beoefenen die ze samen met hun vrouwen konden spelen; hockey dus.
Het veld van De Kraaien was ondanks alle zelfwerkzaamheden nauwelijks bespeelbaar. Het was bijvoorbeeld niet gedraineerd en uiteraard zo ongelijk als een weiland maar zijn kan. Nu was daarbij een voordeel dat toen nog met de zogenaamde 'sinaasappel' werd gespeeld, een bal die veel groter was dan de huidige hockeyballen en veel zachter, zodat de bal vrouwvriendelijker was en gemakkelijker te raken.
Het eerste jaarverslag meldt dat vier wedstrijden werden gespeeld. Uit tegen Alkmaar verloren De Kraaien met 1 - 8, uit tegen Amersfoort (het verslag zegt met nadruk dat "we er met auto’s heen gingen’) werd met 1 – 6 verloren, en thuis, vriendschappelijk tegen Leiden, verloren De Kraaien ’s ochtends met 2-3, maar die middag "behaalden we de eerste en tot nog toe eenigste" overwinning, en wel met 5-3.
Verder in dat jaarverslag: " dat we enthousiast waren betwijfelt niemand die ons op het oefenveld heeft zien spelen. Als het nat weer was geweest spatte de modder ons om de oren.
Na ampel beraad en vooruitziende blik werd dus gekozen voor een zwart shirt met zwarte rok en broek. De naam De Kraaien was modieus. In die tijd noemden veel verenigingen zich naar vogels, bijvoorbeeld de Mussen, de Kieviten.